# Jan Fuglewicz
Jan Fuglewicz (ur. 16 kwietnia 1900 w Krakowie, zm. 14 kwietnia 1958 w Tarnowie) – żołnierz Legionów Polskich, Wojska Polskiego we Francji oraz Ludowego Wojska Polskiego.

## Życiorys
Od 7 lipca 1916 r. był żołnierzem 10 kompanii 6 pułku piechoty Legionów Polskich. Po zakończeniu wojny, kontynuował służbę w Wojsku Polskim. Ukończył szkołę podchorążych i 1 września 1919 r. otrzymał stopień podporucznika piechoty. Służył w 24 pułku piechoty, a 1 września 1920 r. awansował na porucznika piechoty.
W 1928 r. był oficerem 49 pułku piechoty, którego szlak bojowy opisał w książce. Z dniem 1 stycznia 1929 r. otrzymał stopień kapitana piechoty. W latach 1930–1932 uczył się w Wyższej Szkole Wojennej. W 1935 r. służył w 76 pułku piechoty. Awansowany 1 stycznia 1936 r. na majora dyplomowanego piechoty, wiosną 1939 r. był kierownikiem referatu gospodarczego Niemiec w wydziale IV ewidencji Oddziału II Sztabu Głównego. Był opisywany jako pracowity, sumienny i dokładny w pracy. Jego doświadczenie i umiejętności sprawiały, że nadawał się do pracy w ewidencji Oddziału II, a także do linii na stanowisko dowódcy.
Brał udział w kampanii wrześniowej 1939 r. Po 17 września opuścił kraj. Przedostał się do Francji, gdzie kontynuował służbę w Wojsku Polskim. Był dowódcą III batalionu 1 pułku grenadierów 1 Dywizji Grenadierów. Uczestniczył w kampanii francuskiej 1940 r.
Po wojnie mieszkał w Polsce. Służył w Ludowym Wojsku Polskim. Awansował do stopnia pułkownika dyplomowanego piechoty.
Był odznaczony orderem Virtuti Militari 4 i 5 klasy, dwukrotnie Krzyżem Walecznych, złotym i srebrnym Krzyżem Zasługi oraz Medalem Niepodległości.